# Víctor René Mendieta Jr.
Víctor René Mendieta Jr. (ur. 6 września 1982 w Panamie) – panamski piłkarz, grający na pozycji napastnika.
Jego ojciec Víctor René Mendieta również był piłkarzem.

## Kariera piłkarska

### Kariera klubowa
W 2000 rozpoczął karierę piłkarską w Alianza Panama. Potem występował w klubach Quindío Armenia, San Francisco FC, Equidad CD, Árabe Unido Colón, AD Santacruceña i Tigres B. W 2008 powrócił do Árabe Unido Colón. W 2011 przeniósł się do Tauro FC, a latem 2012 został piłkarzem CD Plaza Amador. Na początku 2013 przeszedł do Chepo FC.

### Kariera reprezentacyjna
W 2002 debiutował w narodowej reprezentacji Panamy.